# الحد من أضرار التبغ
الحد من أضرار التبغ (بالإنجليزية: Tobacco harm reduction)‏ هي استراتيجية للصحة العامة تهدف إلى تقليل المخاطر الصحية التي يتعرض لها الأفراد والمجتمع ككل والمرتبطة باستخدام منتجات التبغ. وهي مثال لمفهوم الحد من الأضرار، وهي استراتيجية للتعامل مع استخدام المخدرات. يُعترف على نطاق واسع بأن تدخين التبغ هو السبب الرئيسي للمرض والوفاة، والحد من التدخين أمر حيوي للصحة العامة.
وفقًا لتقرير الصحة العالمية لعام 2021، فإن استخدام التبغ إذا لم يتوقف يمكن أن يكون سببًا للوفاة في 50% من مستخدميه. يحمل تدخين التبغ مخاطر صحية خطيرة، بما في ذلك زيادة خطر الإصابة بأنواع وأنواع فرعية مختلفة من السرطانات وأمراض الجهاز التنفسي وأمراض القلب والأوعية الدموية وأمراض الأوعية الدموية الدماغية وأمراض اللثة وتسوس الأسنان وفقدانها والأمراض الخبيثة.

## نظرة عامة
يؤثر استهلاك منتجات التبغ وآثاره الضارة على كل من المدخنين وغير المدخنين، وهو عامل خطر رئيسي لستة من الأسباب الثمانية الرئيسية للوفاة في العالم، بما في ذلك أمراض الجهاز التنفسي وأمراض القلب والأوعية الدموية وأمراض الأوعية الدموية الدماغية وأمراض اللثة وتسوس الأسنان وفقدانها وأكثر من 20 نوعًا أو نوعًا فرعيًا مختلفًا من السرطانات والسكتات الدماغية والعديد من الحالات الصحية المنهكة والأمراض الخبيثة. في البلدان ذات الدخل المرتفع، تم تخفيض معدلات التدخين في الغالب من خلال الحد من التدخين بين الشباب بدلاً من تحسين معدلات الإقلاع عن التدخين بين المدخنين الراسخين. ومع ذلك، فإن المدخنين الحاليين هم في الغالب الذين سيواجهون المرض والوفاة بسبب التدخين.
ومع ذلك، فإن النيكوتين بحد ذاته يسبب الإدمان ولكنه ليس ضارًا جدًا بخلاف ذلك، كما يتضح من التاريخ الطويل للأشخاص الذين يستخدمون بأمان منتجات العلاج ببدائل النيكوتين (مثل علكة النيكوتين، لصقة النيكوتين). يزيد النيكوتين من معدل ضربات القلب وضغط الدم وله مجموعة من التأثيرات المهيجة الموضعية ولكنه لا يسبب السرطان. لا يوجد أي من الأسباب الثلاثة الرئيسية للوفاة بسبب التدخين—سرطان الرئة، ومرض الانسداد الرئوي المزمن (COPD) (بما في ذلك النفاخ الرئوي والتهاب الشعب الهوائية المزمن)، وأمراض القلب والأوعية الدموية—iناتج بشكل أساسي عن النيكوتين؛ والسبب الرئيسي لكون التدخين مميتًا هو المزيج السام من المواد الكيميائية في الدخان الناتج عن احتراق التبغ. المنتجات التي يمكنها توصيل النيكوتين بشكل فعال ومقبول بدون دخان لديها القدرة على أن تكون أقل ضررًا من التبغ المدخن. ركزت تدابير THR على تقليل أو القضاء على استخدام التبغ القابل للاشتعال من خلال التحول إلى منتجات النيكوتين الأخرى، بما في ذلك:
1. التقليل من التدخين (سواء على المدى الطويل أو قبل الإقلاع عنه)
2. الامتناع المؤقت
3. التحول إلى منتجات لا تحتوي على النيكوتين، مثل علاجات استبدال النيكوتين الصيدلانية أو المنتجات غير المرخصة حاليًا (بشكل عام) مثل السجائر الإلكترونية
4. التحول إلى منتجات التبغ الخالية من الدخان مثل السنوس السويدي
5. التحول إلى منتجات التبغ غير القابلة للاشتعال

إن الإقلاع عن جميع منتجات التبغ يقلل بشكل نهائي من المخاطر إلى أقصى حد. ومع ذلك، فإن الإقلاع عن التدخين أمر صعب، وحتى طرق الإقلاع عن التدخين المعتمدة لديها معدل نجاح منخفض. بالإضافة إلى ذلك، قد يكون بعض المدخنين غير قادرين أو غير راغبين في تحقيق الامتناع عن التدخين. من المرجح أن يكون الحد من الضرر مفيدًا بشكل كبير لهؤلاء المدخنين والصحة العامة. من المرجح أن يؤدي توفير بدائل أقل ضررًا للمدخنين إلى انخفاض إجمالي مخاطر السكان مقارنة باتباع سياسات الامتناع فقط.
الاستراتيجية مثيرة للجدل: يزعم أنصار الحد من أضرار التبغ أن تقليل المخاطر الصحية للمستخدم الفردي أمر يستحق العناء ويتجلى على السكان في عدد أقل من الأمراض والوفيات المرتبطة بالتبغ. زعم المعارضون أن بعض جوانب الحد من الأضرار تتداخل مع الإقلاع عن التدخين والامتناع عنه وقد تزيد من البدء. ومع ذلك، تشير الدراسات الاستقصائية التي أجريت من عام 2013 إلى عام 2015 في فرنسا والمملكة المتحدة إلى أنه على العكس من ذلك، فإن توفر بدائل أكثر أمانًا للتدخين يرتبط بانخفاض انتشار التدخين وزيادة الإقلاع عن التدخين. في اليابان، انخفضت مبيعات السجائر بنسبة 32% منذ إدخال منتجات التبغ المسخن.

## التاريخ
يعود مفهوم الحد من أضرار التبغ إلى عام 1976 على الأقل، عندما كتب الأستاذ البريطاني مايكل راسل: «يدخن الناس من أجل النيكوتين لكنهم يموتون من القطران» واقترح أن نسبة القطران إلى النيكوتين يمكن أن تكون المفتاح للتدخين الآمن. ومنذ ذلك الحين، تم إثبات الضرر الناجم عن التدخين على أنه ناجم بشكل شبه حصري عن السموم المنبعثة من تدخين التبغ. وعلى النقيض من ذلك، فإن منتجات التبغ غير القابلة للاحتراق وكذلك منتجات النيكوتين النقي أقل ضررًا إلى حد كبير، على الرغم من أنها لا تزال لديها القدرة على الإدمان.
تميل المناقشات حول الحد من أضرار التبغ إلى أن تكون حججًا محددة جغرافيًا، بسبب الوضع القانوني والأخلاقي والتاريخي المختلف للتبغ، والأنواع المختلفة من منتجات التبغ واستخدامها في الثقافات المختلفة حول العالم. على سبيل المثال، يعد تدخين السجائر الشكل السائد في الولايات المتحدة، في حين يقتصر استخدام السيجار والغليون والتبغ الخالي من الدخان على عدد أقل بكثير من السكان. أدت جهود الدعوة لمكافحة التدخين والترويج الواسع النطاق للآثار الصحية السلبية للتدخين على مدى العقود القليلة الماضية إلى فرض قيود على بيع واستخدام منتجات التبغ. وعلى الرغم من ذلك، ظل التبغ بجميع أشكاله منتجًا قانونيًا في معظم المجتمعات. الاستثناء البارز هو الاتحاد الأوروبي، حيث تتوفر المنتجات الأكثر خطورة (السجائر والسجائر) بشكل غير متناسب ولكن منتجات التبغ الخالي من الدخان، والتي هي أقل خطورة بكثير، محظورة. الاستثناء هو السويد، حيث يوجد تقليد طويل من استخدام التبغ الخالي من الدخان (snus) بين الرجال.
في أكتوبر 2008، أصبحت الرابطة الأمريكية لأطباء الصحة العامة (AAPHP) أول منظمة طبية في الولايات المتحدة تؤيد رسميًا الحد من أضرار التبغ (THR) كاستراتيجية قابلة للتطبيق للحد من عدد الوفيات المرتبطة بالتدخين. في الولايات المتحدة، استهدفت صناعة التبغ وعلامات السيجار بشكل عدواني الأمريكيين من أصل أفريقي والبيض غير اللاتينيين بتقنيات إعلانية مخصصة ومجلات نمط الحياة المتعلقة بالتبغ منذ التسعينيات.

## «سجائر أكثر أمانا»
حاول مصنعو السجائر تصميم سجائر أكثر أمانًا لمدة 50 عامًا تقريبًا، لكن النتائج كانت هامشية في أفضل الأحوال. تم تقديم المرشحات في أوائل الخمسينيات من القرن الماضي، وكان المصنعون يبيعون السجائر منخفضة العائد بحلول أواخر الستينيات. في البداية كان يُعتقد أن هذه الابتكارات تقلل من الضرر. على سبيل المثال، في عام 1976، نشر المحققون في الجمعية الأمريكية للسرطان بحثًا خلص إلى أن السجائر الخفيفة أكثر أمانًا. كتب مؤلفو الدراسة أن «معدلات الوفيات الإجمالية ومعدلات الوفيات بسبب أمراض القلب التاجية ومعدلات الوفيات بسبب سرطان الرئة كانت أقل إلى حد ما بالنسبة لأولئك الذين يدخنون السجائر ذات «القطران المنخفض» مقارنة بأولئك الذين يدخنون السجائر ذات «القطران العالي». ومع ذلك، تشير الأدلة العلمية إلى أن التحول من السجائر العادية إلى السجائر الخفيفة أو منخفضة القطران لا يقلل من المخاطر الصحية للتدخين أو يقلل من تعرض المدخن للنيكوتين والقطران والمواد المسرطنة الموجودة في دخان السجائر. في الواقع، توصي منظمة الصحة العالمية بإزالة المصطلحات المضللة، بما في ذلك «خفيف» و«معتدل» من إعلانات منتجات التبغ وتغليفها ووضع العلامات عليها.

## التبغ الخالي من الدخان
لقد ثبت أن استخدام التبغ الخالي من الدخان في السويد والولايات المتحدة لا يزيد من مخاطر التدخين بنسبة تتراوح بين 0.1% و10%، على الرغم من أن المنتجات الخالية من الدخان في الهند وأماكن أخرى في آسيا تحتوي على مستويات أعلى من الملوثات وبالتالي تزيد من المخاطر. وتعتقد مجموعتان طبيتان محترمتان أن التبغ الخالي من الدخان قد يلعب دورًا في الحد من الوفيات الناجمة عن التدخين. في عام 2007، خلصت الكلية الملكية البريطانية للأطباء إلى أن «... المدخنين يدخنون بشكل أساسي للحصول على النيكوتين، وأن النيكوتين نفسه ليس خطيرًا بشكل خاص، وأنه إذا تم توفير النيكوتين في شكل مقبول وفعال كبديل للسجائر، فيمكن إنقاذ ملايين الأرواح».
وفي الولايات المتحدة، وجدت دراسة استندت إلى بيانات المسح الوطني للمقابلات الصحية أن 73% من المدخنين الذين تحولوا إلى التبغ الخالي من الدخان كجزء من محاولتهم الأخيرة للإقلاع عن التدخين نجحوا في الإقلاع عن التدخين. وفي الدراسة نفسها، حقق المدخنون الذين استخدموا منتجات النيكوتين الصيدلانية في محاولتهم الأخيرة للإقلاع عن التدخين معدلات نجاح تتراوح بين 0 و35%.

### سنوس
سنوس الاسكندنافي هو شكل رطب من التبغ الخالي من الدخان والذي يوضع عادة تحت الشفة العليا، ولا يتم تدخينه أو بلعه. وفي تقرير صدر عام 2014 بتكليف من هيئة الصحة العامة في إنجلترا حول وسيلة أخرى للحد من أضرار التبغ، وهي السجائر الإلكترونية، قال التقرير إن سنوس «يحمل ملف مخاطر يتضمن زيادة محتملة في خطر الإصابة بسرطان المريء والبنكرياس، واحتشاء عضلة القلب المميت (ولكن ليس غير المميت)، ولكن ليس مرض الانسداد الرئوي المزمن أو سرطان الرئة». وفحص التقرير حالة سنوس باعتبارها «تجربة طبيعية فريدة من نوعها في تأثير منتج غير طبي مقبول اجتماعيًا وبأسعار معقولة وسهل الوصول إليه وذو ضرر أقل على انتشار تدخين التبغ». وخلصوا إلى أن «التجربة السويدية الطبيعية، على الرغم من الجدل الدائر حولها، تثبت أنه على الرغم من الاستخدام المزدوج والاستخدام الأولي للمنتج الأقل ضررًا من قبل الشباب، فإن توافر البدائل الأقل ضررًا لمدخني التبغ يمكن أن يكون له تأثير مفيد. وفي حين أنه من غير المرجح أن يصبح سنوس خيارًا قانونيًا أو حتى خيارًا قابلاً للتطبيق سياسيًا في المملكة المتحدة، فإن هذه البيانات تثبت المفهوم القائل بأن استراتيجيات الحد من الضرر يمكن أن تساهم في خفض كبير في انتشار التدخين».
وبناءً على الأدلة المتزايدة التي تشير إلى أن المخاطر الصحية التي يفرضها سنوس السويدي أقل كثيراً من تلك التي تفرضها منتجات التبغ القابلة للاشتعال، تقدمت شركة سويديش ماتش (وهي شركة مصنعة) في أغسطس/آب 2014 بطلب إلى مركز منتجات التبغ التابع لإدارة الغذاء والدواء الأمريكية (CTP) للحصول على ترخيص منتج تبغ ذي مخاطر معدلة. ويسعى طلب ترخيص منتج تبغ ذي مخاطر معدلة إلى تعديل ملصقات التحذير على منتجات التبغ غير المدخن بحيث تعكس الدليل على الضرر المنخفض مقارنة بالتدخين. ومن بين التغييرات المقترحة على الملصقات، يطلب طلب ترخيص منتج تبغ ذي مخاطر معدلة استبدال التحذير الحالي «هذا المنتج ليس بديلاً آمناً للسجائر» بهذا النص: «لا يوجد منتج تبغ آمن، ولكن هذا المنتج يمثل مخاطر صحية أقل كثيراً من السجائر».
بعد مرور خمس سنوات، في 22 أكتوبر 2019، منحت إدارة الغذاء والدواء أول أوامر تعديل المخاطر على الإطلاق لشركة سويدش ماتش يو إس إيه، إنك لثمانية منتجات من التبغ الخالي من الدخان.
وقد قررت مراجعة إدارة الغذاء والدواء أن الادعاء الذي اقترحته الشركة في طلبها مدعوم بأدلة علمية، وأن المستهلكين يفهمون الادعاء ويدركون بشكل مناسب المخاطر النسبية لهذه المنتجات مقارنة بالسجائر، وأن المنتجات المعدلة المخاطر، كما يستخدمها المستهلكون بالفعل، ستعمل على تقليل الضرر ومخاطر الإصابة بالأمراض المرتبطة بالتبغ بشكل كبير لمستخدمي التبغ الأفراد وتفيد صحة السكان ككل.
وعلى وجه الخصوص، تنص إدارة الغذاء والدواء على أن «الأدلة العلمية المتاحة، بما في ذلك الدراسات الوبائية طويلة الأمد، تظهر أنه مقارنة بالتدخين، فإن الاستخدام الحصري لهذه المنتجات المحددة من التبغ الخالي من الدخان يشكل خطرًا أقل للإصابة بسرطان الفم وأمراض القلب وسرطان الرئة والسكتة الدماغية وانتفاخ الرئة والتهاب الشعب الهوائية المزمن».

## السجائر الإلكترونية
السجائر الإلكترونية هي أجهزة تعمل بالبطارية وتوفر النيكوتين للاستنشاق في بخار يتم توليده عن طريق تسخين محلول من الماء أو بروبيلين جليكول النيكوتين أو الجلسرين النباتي وبعض النكهات عادةً. تم تطويرها لأول مرة في الصين في عام 2003، وتم تقديمها لأول مرة إلى أوروبا والولايات المتحدة حوالي عام 2006.

### الفعالية والسلامة
عند مقارنة الأشخاص الذين يستخدمون السجائر الإلكترونية التي تحتوي على النيكوتين بعدم تلقي العلاج (أو «العلاج المعتاد») للإقلاع عن التدخين، وجدت مراجعة منهجية حديثة أن: «هناك درجة عالية من اليقين بأن معدلات الإقلاع عن التدخين كانت أعلى لدى الأشخاص الذين تم توزيعهم عشوائيًا على السجائر الإلكترونية التي تحتوي على النيكوتين مقارنة بالأشخاص الذين تم توزيعهم عشوائيًا على العلاج ببدائل النيكوتين (NRT)». عند مقارنة السجائر الإلكترونية التي تحتوي على النيكوتين بالسجائر الإلكترونية الخالية من النيكوتين، قد تكون تلك التي تحتوي على النيكوتين أكثر فعالية (أدلة ذات جودة متوسطة). إن الأبحاث المتعلقة بسلامة استخدام السجائر الإلكترونية على المدى الطويل للإقلاع عن التدخين محدودة.ومع ذلك، خلص مكتب تحسين الصحة والتفاوتات في إنجلترا إلى أن التدخين الإلكتروني يشكل في الأمدين القريب والمتوسط نسبة ضئيلة من مخاطر التدخين. وعلى الرغم من أن التدخين الإلكتروني ليس خاليًا من المخاطر، فإن التعرض للمواد الضارة الناجمة عن التدخين الإلكتروني أقل بكثير مقارنة بالتدخين، وخاصة بالنسبة للأشخاص الذين لم يدخنوا قط، كما أظهرت المؤشرات الحيوية المرتبطة بخطر الإصابة بالسرطان وأمراض الجهاز التنفسي والقلب والأوعية الدموية. وفي مسعى لتقليل الوفيات والأمراض المرتبطة بالتبغ، يبدو أن السجائر الإلكترونية لديها القدرة على أن تكون جزءًا من الاستراتيجية.

### الأنواع
تتوفر اليوم العديد من العلامات التجارية والنماذج للسجائر الإلكترونية، ولكن يمكن تقسيمها بشكل عام إلى ثلاث فئات. تتشابه السجائر الإلكترونية من الجيل الأول في مظهرها مع السجائر التقليدية، وهي مصممة عادةً للاستخدام مرة واحدة. يبلغ حجم السجائر الإلكترونية من الجيل الثاني حجم قلم الحبر الكبير، وتحتوي على بطارية متصلة بجهاز تبخير دائم وخزان قابل لإعادة التعبئة لمحلول النيكوتين. تميل السجائر الإلكترونية من الجيل الثالث إلى أن تكون أكبر، مع بطارية أكثر قوة وعنصرين للتسخين يسمحان للمستخدمين بحمل الطاقة. لقد زاد توصيل النيكوتين بشكل عام مع الأجيال المتعاقبة من السجائر الإلكترونية، وقد اقترح أن الاستخدام المتكرر لأجهزة الجيل الثاني والثالث يمكن أن يؤدي إلى مستويات مستدامة من النيكوتين في الدم الوريدي والتي يمكن مقارنتها بتلك المتوقعة لدى المدخنين.

### تنظيم السجائر الإلكترونية واستخدامها حول العالم
تختلف قواعد تنظيم السجائر الإلكترونية في مختلف أنحاء العالم. وقد حدد معهد مكافحة التبغ العالمي 68 دولة لديها قوانين تنظم السجائر الإلكترونية، اعتبارًا من نوفمبر 2016. وتشمل أنواع التنظيم الحظر الكامل على بيع وتسويق السجائر الإلكترونية، وحظر استخدامها في الأماكن العامة المغلقة، وتحديد سن أدنى للشراء، والسماح ببيع السجائر الإلكترونية بموجب لوائح المنتجات الاستهلاكية العامة، ومؤخراً في المملكة المتحدة، يمكن طرح السجائر الإلكترونية في السوق إما كأدوية أو منتجات استهلاكية (مع خضوع أولئك الذين يسعون للحصول على موافقة الأدوية لعملية ترخيص الأدوية القياسية). وتعترف منظمة الصحة العالمية بأن السجائر الإلكترونية قد تلعب دوراً في استراتيجيات الحد من الضرر، ولكن يجب تنظيمها لتقليل أي مخاطر محتملة. ومع ذلك، فإن الاختلافات الشاسعة في النهج التنظيمية الواضحة في جميع أنحاء العالم تسلط الضوء على التحدي المتمثل في تطوير نهج تنظيمي عالمي.
تعتبر السجائر الإلكترونية بديلاً جذاباً للسجائر التقليدية بالنسبة للعديد من المدخنين. في حين أن الوضع التنظيمي النهائي للسجائر الإلكترونية في العديد من البلدان لا يزال غير مؤكد، يرى المدافعون عن الصحة العامة أن للسجائر الإلكترونية مكانًا صالحًا ضمن استراتيجية الحد من أضرار التبغ.[بحاجة لتحديث] في خطوة أولى نحو تنظيم السجائر الإلكترونية، منحت هيئة تنظيم الأدوية ومنتجات الرعاية الصحية تراخيص (تراخيص) تسويق للمنتجات الطبية إي فوك 10 ملغ و 15 جهاز الاستنشاق الإلكتروني إم جي (بيه إل 40317/0001-2) في 16 نوفمبر 2015. قدر باحثو الصحة العامة في المملكة المتحدة أنه سيتم منع 6،000 حالة وفاة مبكرة مرتبطة بالتدخين سنويًا لكل مليون مدخن يتحولون إلى السجائر الإلكترونية. نظرًا لأن طرق الإقلاع عن التدخين المعتمدة حاليًا لها معدل فشل بنسبة 90%، فإن استخدام السجائر الإلكترونية كطريقة بارزة للإقلاع عن التدخين من المرجح أن يقلل بشكل كبير من الأمراض المرتبطة بالتبغ في الولايات المتحدة، مع إمكانية إنقاذ 4.8 مليون حياة على مدى العشرين عامًا القادمة. سنوات.
وجدت دراسة استقصائية أجريت على البالغين في المملكة المتحدة أن أكثر من ثلثي المدخنين السابقين وأكثر من ثلث المدخنين الحاليين أفادوا أن أحد الأسباب الرئيسية لاستخدامهم للسجائر الإلكترونية هو مساعدتهم على الإقلاع عن التدخين تمامًا.

## منتجات لا تحترق بالحرارة
ومن غير الواضح ما إذا كان استخدام منتجات التبغ المسخن بدلاً من السجائر التقليدية له تأثير كبير على خطر الضرر.

## التصورات العامة
يظل المدخنون في حيرة من أمرهم بشأن الحد من أضرار التبغ. ففي دراسة استقصائية أجريت عام 2004، اعتقد حوالي 80% إلى 100% من المشاركين خطأً أن السجائر منخفضة العائد تقلل من الضرر، بينما اعتقد 75% إلى 80% خطأً أن التحول إلى التبغ الخالي من الدخان لا يؤدي إلى أي تقليل للمخاطر.
وهناك ارتباك مماثل بشأن السجائر الإلكترونية. ففي المملكة المتحدة، وجدت دراسة أجرتها مؤسسة العمل بشأن التدخين والصحة الخيرية لمكافحة التدخين أنه في عام 2016، كان عدد الأشخاص الذين يعتقدون أن السجائر الإلكترونية ضارة مثل التدخين أو أكثر ضرراً منه في عام 2013 أكبر بثلاث مرات (25% مقابل 7%)، وهي أعلى نسبة منذ بدء الدراسة. وأعربوا عن قلقهم من أن نسبة المدخنين البالغين الذين يعتقدون أن السجائر الإلكترونية أكثر أو مساوية في الضرر من السجائر التقليدية كانت الأعلى بين أولئك الذين لم يجربوا السجائر الإلكترونية مطلقًا، وأن هذه الأضرار المحتملة المتصورة كانت السبب الرئيسي لعدم تجربتهم لها.
في عام 2015، أشار تقرير كلفت به هيئة الصحة العامة في إنجلترا، فضلاً عن الأرقام البريطانية المذكورة أعلاه، إلى أن الاعتقاد بين المشاركين في استطلاع رأي في الولايات المتحدة بأن التدخين الإلكتروني أكثر أماناً من تدخين السجائر انخفض من 82% في عام 2010 إلى 51% في عام 2014. وألقى التقرير باللوم على «نتائج الأبحاث التي تم تفسيرها بشكل خاطئ»، والتي جذبت تغطية إعلامية سلبية، في نمو الاعتقاد «غير الدقيق» بأن السجائر الإلكترونية أقل ضرراً من التدخين، وخلص إلى أن «هناك حاجة إلى نشر أفضل تقدير حالي بأن استخدام السجائر الإلكترونية أكثر أماناً من التدخين بنسبة 95%».
في مقال نشرته صحيفة وول ستريت جورنال في عام 2016 بعنوان «هل السجائر الإلكترونية طريقة صحية للإقلاع عن التدخين؟»، قال الدكتور جيد إي روز، المخترع المشارك للصقات النيكوتين، «بعد أن عملت طوال حياتي المهنية لتطوير علاجات فعالة للإقلاع عن التدخين، أدركت أن الأساليب الحالية غير فعالة بالنسبة للغالبية العظمى من المدخنين. هناك حاجة ماسة إلى أساليب بديلة». تتنبأ منظمة الصحة العالمية «سيكون هناك مليار حالة وفاة يمكن إرجاعها إلى التدخين خلال القرن الحادي والعشرين. وتتمتع السجائر الإلكترونية بإمكانات لا مثيل لها في الحد من التأثير الصحي العام للتدخين، من خلال السماح للمدخنين باستبدال عادة التدخين والنيكوتين دون التأثيرات السامة للاحتراق.»

## المخاوف بشأن استراتيجيات الحد من أضرار التبغ
في حين أن أساليب الحد من أضرار التبغ لديها القدرة على الحد من المخاطر التي يتعرض لها السكان الحاليون من المدخنين البالغين، إلا أن هناك مخاطر محتملة مفترضة على الصحة العامة على نطاق أوسع. أصبح التدخين أقل قبولاً على مدار السنوات الأخيرة في عدد من البلدان، نتيجة لعدد من إرشادات اتفاقية الإطار بشأن مكافحة التبغ (FCTC) للحد من انتشار التدخين. إن إعادة تطبيع التدخين أمر مثير للقلق إذا أصبح استخدام السجائر الإلكترونية أكثر جاذبية، على سبيل المثال من خلال استخدامها في الأماكن التي يُحظر فيها السجائر التقليدية، والإعلان عنها وزيادة استخدام السجائر الإلكترونية من قبل الآباء أو الأشقاء أو الأقران أو المشاهير أو غيرهم من المجموعات المؤثرة.
وقد أثيرت أيضًا مخاوف من أن استخدام النيكوتين غير التبغ قد يؤدي إلى تناول تدخين التبغ الذي لم يكن ليحدث لولا ذلك. وقد تم تطبيق «نظرية البوابة» هذه إلى حد كبير على استخدام السجائر الإلكترونية من قبل غير المدخنين وخاصة الأطفال. ومع ذلك، لا يوجد دليل مُبلغ عنه على أن استخدام العلاج ببدائل النيكوتين بين الشباب كان بمثابة بوابة للتدخين، أو أن استخدام السجائر الإلكترونية أدى إلى أي زيادة ملحوظة في بدء التدخين بين الأطفال أو البالغين. تشير الكلية الملكية للأطباء إلى أن أي ارتباط بين السجائر الإلكترونية واستخدام السجائر التقليدية يرجع على الأرجح إلى المسؤولية المشتركة عن استخدام هذه المنتجات واستخدام السجائر الإلكترونية للحد من التدخين.
الاستخدام المزدوج لمنتجات التبغ والنيكوتين غير التبغي من قبل المدخنين المستمرين هو جانب آخر أثار القلق. يقترح أن الاستخدام المزدوج قد يؤدي عن غير قصد إلى استمرار التدخين من خلال تسهيل امتناع المدخنين مؤقتًا عن استخدام التبغ، أو تشجيع المدخنين على التحرك نحو الاستخدام المزدوج بدلاً من الإقلاع التام عن التدخين في اعتقاد خاطئ بأن هذا يوفر مكاسب صحية كبيرة. تم ترخيص الاستخدام المزدوج للتبغ والعلاج ببدائل النيكوتين من قبل هيئة تنظيم الأدوية ومنتجات الرعاية الصحية (MHRA) كاستراتيجية للحد من أضرار التبغ والتي تزيد في الواقع من فرصة الإقلاع عن التدخين. استعرضت الكلية الملكية للأطباء الأدلة حول الاستخدام المزدوج والإقلاع عن التدخين وأفادت أن النتائج تشير إلى أن السجائر الإلكترونية لديها القدرة على تقديم نفس مكاسب الإقلاع عن التدخين، على الرغم من أن إجراء المزيد من البحوث قد يكون مفيدًا لتحديد مثل هذا التأثير بشكل أكثر وضوحًا.
إن الكثير من المعارضة للحد من أضرار التبغ جاءت من منظمات تمولها مؤسسة بلومبرج الخيرية الأمريكية بما في ذلك منظمة فيتال ستراتيجيز، وحملة أطفال خالون من التبغ، ومجموعة مكافحة التبغ في جامعة باث البريطانية، ويزعم أن الولايات المتحدة هي مركز كل جهود الحد من أضرار التبغ على مستوى العالم.

## للقراءة الإضافية
- "Nicotine without smoke: Tobacco harm reduction". RCP London. 28 أبريل 2016. مؤرشف من الأصل في 2024-04-28.
- De Andrade، Marisa؛ Hastings، Gerard (مايو 2013). "Tobacco Harm Reduction and Nicotine Containing Products: Research Priorities and Policy Directions". University of Stirling. hdl:1893/13224.

## وصلات خارجية
- Global Tobacco Control - CDC